# 1981年の国際連合事務総長の選出
1981年の国際連合事務総長の選出には、現職のクルト・ヴァルトハイムが前例のない3期目の再選に立候補したが、サリム・アハメド・サリムに1票差で敗れた上に、中国が拒否権を行使した。しかし、サリムにはアメリカが拒否権を行使し、16回の投票を経ても状況が変わらず、膠着状態になった。安全保障理事会は2人を辞退させた上で新たな候補者を指名し、最終的に、選挙活動をせずに自国に留まっていたペルーのハビエル・ペレス・デ・クエヤルが選出された。ペレス・デ・クエヤルは1982年1月1日からの任期で次期事務総長に任命され、初のラテンアメリカ出身の事務総長となった。
膠着状態の打開のために行われた事前投票（ストロー・ポール）は、以降の事務総長選出の標準的な方法となった。また、ヴァルトハイムに16回もの拒否権が行使されたことにより、事務総長の任期は2期までという非公式なルールが確認され、西ヨーロッパ出身者の次にラテンアメリカ出身者が選出されたことで、地域グループ持ち回りの原則が確立された。

## 背景
国際連合事務総長は、安全保障理事会の勧告に基づいて、総会で任命される。そのため、常任理事国は各候補者に対して拒否権を行使することができる。
1971年の選出では、中国（中華人民共和国）は第三世界出身の事務総長を希望し、ヴァルトハイムに2度拒否権を行使した後、3回目の投票では棄権した。1976年の選出では、中国は第1ラウンドではメキシコのルイス・エチェベリアに投票し、ヴァルトハイムに対して象徴的な拒否権を行使した。しかし、第2ラウンドでは中国はヴァルトハイムに賛成票を投じ、ヴァルトハイムが再選された。

## 候補者
1981年9月11日、ヴァルトハイムは、前例のない3期目の再選を目指して立候補することを発表した。過去に3期以上務めた事務総長はいなかった。ウ・タントは3回選出されたものの、1回目の選出は前任者の残任期間のみで、2回目の選出の任期と併せて「1期」としていた。ヴァルトハイムは再選に向けて、イギリスからの推薦を受け、アメリカ、ソビエト連邦、フランスからも非公式の支持を受けた。しかし、中国からの支持は得られず、中国は「次の事務総長は第三世界の出身者でなければならない」と再び主張した。
他に指名を受けた候補者は、タンザニアのサリム・アハメド・サリムのみだった。サリムは総会議長であり、総会の過半数を占めるアフリカ統一機構と非同盟運動の支持を得ていた。また、安保理では、ヴァルトハイムの再選に反対する中国の支持を得ていた。しかし、アメリカのロナルド・レーガン政権は、サリムのことを、南アフリカを敵視し、パレスチナの国家化を支持する反米急進派とみなして反対した。ソ連も、サリムの活動や親中派の姿勢を問題視して反対した。しかし、アメリカの拒否権行使を頼って、ソ連は第三世界に対する投票を避けるために棄権することができた。
外交官たちは、両候補者とも事務総長選出に必要な過半数の9票を獲得すると予想していた。しかし、アメリカはサリムに拒否権を行使することが予想され、中国はヴァルトハイムに拒否権を行使すると発表していた。外交官たちは、1971年と1976年の選出のときのように、中国はいずれ拒否権を棄権に変えるだろうと考えていた。

## 投票
10月27日、安保理は事務総長を選出するために非公開の会合を開いた。最初の投票では、サリムが11票を獲得し、10票のヴァルトハイムを上回った。しかし、サリムにはアメリカが、ヴァルトハイムには中国が拒否権を発動した。ラウンドごとにサリムの支持率はどんどん下がっていき、第4ラウンドでは6票しか得られなかった。これは、アメリカがサリムの立候補に強く反対していると外交官たちが考えたためである。しかし、中国は引き続きヴァルトハイムに拒否権を発動し続け、安保理は4回の投票を終えて閉会した。
安保理は10月28日に2回、11月4日に2回の投票を行った。ヴァルトハイムの得票は10～11票、サリムは8～9票だった。しかし、中国はヴァルトハイムに、アメリカはサリムに拒否権を行使し続けた。
アメリカのサリムへの反対を主導したのはジョージ・H・W・ブッシュ副大統領だった。それは、1971年に中国の国連での議席をめぐる投票（アルバニア決議）で当時国連大使だったブッシュが敗れたとき、サリムが総会で喝采を浴びていたためであった。一方サリムは、事務総長になれば、タンザニア代表として自国の利益を代表する必要がなくなるため、公平に行動することを約束した。サリムは個人的にはアパルトヘイトに反対していたが、「国連事務総長は156の全加盟国の政府の道具であり、南アフリカやほかのどの国をも除いた残りの国のための事務総長ではない」と述べた。
11月12日、アメリカ代表のジーン・カークパトリックは、ワシントンからニューヨークへ向かう飛行機の中で胸の痛みに襲われて入院した。カークパトリックが退院した後の11月17日に再び安保理が開かれ、最後の努力がなされた。8回の投票が行われ、ヴァルトハイムはこれまでで最悪の9票にまで落ち込んだ。サリムは最初の2回で9票を獲得したものの、その後はまた8票に戻っていた。中国とアメリカは、依然として拒否権を行使し続けていた。

### 投票結果
| 月日     | ラウンド | クルト・ヴァルトハイム | クルト・ヴァルトハイム | クルト・ヴァルトハイム | クルト・ヴァルトハイム | サリム・アハメド・サリム | サリム・アハメド・サリム | サリム・アハメド・サリム | サリム・アハメド・サリム |
| 月日     | ラウンド | 賛成                   | 反対                   | 棄権                   | 拒否権                 | 賛成                     | 反対                     | 棄権                     | 拒否権                   |
| -------- | -------- | ---------------------- | ---------------------- | ---------------------- | ---------------------- | ------------------------ | ------------------------ | ------------------------ | ------------------------ |
| 10月27日 | 1        | 10                     | 4                      | 1                      | 中華人民共和国の旗     | 11                       | 2                        | 2                        | アメリカ合衆国の旗       |
| 10月27日 | 2        | 10                     | 4                      | 1                      | 中華人民共和国の旗     | 10                       | ?                        | ?                        | アメリカ合衆国の旗       |
| 10月27日 | 3        | 10                     | 4                      | 1                      | 中華人民共和国の旗     | 8                        | ?                        | ?                        | アメリカ合衆国の旗       |
| 10月27日 | 4        | 10                     | 4                      | 1                      | 中華人民共和国の旗     | 6                        | ?                        | ?                        | アメリカ合衆国の旗       |
| 10月28日 | 5        | 11                     | 4                      | 0                      | 中華人民共和国の旗     | 8                        | 1                        | 6                        | アメリカ合衆国の旗       |
| 10月28日 | 6        | 11                     | 4                      | 0                      | 中華人民共和国の旗     | 8                        | 2                        | 5                        | アメリカ合衆国の旗       |
| 11月4日  | 7        | 10                     | 4                      | 1                      | 中華人民共和国の旗     | 9                        | 2                        | 4                        | アメリカ合衆国の旗       |
| 11月4日  | 8        | 10                     | 4                      | 1                      | 中華人民共和国の旗     | 8                        | 3                        | 4                        | アメリカ合衆国の旗       |
| 11月17日 | 9–10     | 9                      | ?                      | ?                      | 中華人民共和国の旗     | 9                        | ?                        | ?                        | アメリカ合衆国の旗       |
| 11月17日 | 11–16    | 9                      | ?                      | ?                      | 中華人民共和国の旗     | 8                        | ?                        | ?                        | アメリカ合衆国の旗       |

## 膠着状態の打開
カークパトリックはこの状況を"a deadlock within a deadlock"（デッドロックの中のデッドロック）と表現した。安保理は事務総長を決めることができなかったが、第三世界の国々は、サリムが辞退しない限り、他の候補者を指名することはなかった。しかしサリムは、ヴァルトハイムが辞退しない限り、自身も辞退しないつもりだった。ヴァルトハイム陣営は、象徴的な拒否権の行使しかしないと思っていた中国に「騙された」と主張した。1971年の選出でヴァルトハイムを破ったが、ソ連の拒否権により選出されなかったカルロス・オルティス・デ・ロサスは、「事務総長は3期以上務めるべきではない」と述べた。ヴァルトハイムの支持者からも、「個人的な野心で3期目を目指し、事務総長の威信を傷つけている」と批判された。
アメリカのジーン・カークパトリック大使は、安保理が候補者を指名してはどうかと提案した。候補者が指名された後に辞退しない限り、安保理はその候補者をヴァルトハイムやサリムと一緒に投票することができる。アフリカではすでにサリムの就任を試みて失敗していたため、ラテンアメリカの候補者に注目が集まった。
12月には、ウガンダのオララ・オトゥヌが安保理の持ち回り議長に就任した。オトゥヌはサリムの選出を主導していたが、議長として両候補者に辞退を求めて膠着状態の打開を図った。12月3日、ヴァルトハイムは辞退を表明した。サリムは、アメリカが拒否権を撤回するかどうかを数日待っていたが、12月8日にサリムも立候補を辞退した。6週間に及ぶ膠着状態、前例のない16回の投票を経て、ようやく他の候補者にも門戸が開かれた。

### 新たな候補者
新たに9人の候補者が指名された。中国が、第三世界の候補者しか認めないと明言していたため、候補者はアフリカ、アジア、ラテンアメリカの出身者で占められた。
| 公式の候補者 | 公式の候補者                           | 公式の候補者                           | 公式の候補者 | 公式の候補者                     | 公式の候補者                                                                    |
| ------------ | -------------------------------------- | -------------------------------------- | ------------ | -------------------------------- | ------------------------------------------------------------------------------- |
| 肖像         | 候補者                                 | 地位                                   | 指名国       | 地域グループ                     | 備考                                                                            |
|              | サドルッディーン・アーガー・ハーン     | 国連難民高等弁務官 (1965–1977)         | ヨルダン     | アジア太平洋グループ             | フランス、イラン、スイスの3か国の国籍を持つが、それら以外の国から指名を受けた。 |
|              | カルロス・フリオ・アロセメナ・モンロイ | 元エクアドル大統領                     | エクアドル   | ラテンアメリカ・カリブ海グループ |                                                                                 |
|              | ホルヘ・イルエカ                       | パナマ外務大臣                         | パナマ       | ラテンアメリカ・カリブ海グループ |                                                                                 |
|              | カルロス・オルティス・デ・ロサス       | 駐英アルゼンチン大使                   | アルゼンチン | ラテンアメリカ・カリブ海グループ | 1971年の選出でヴァルトハイムを破ったが、ソ連に拒否権を行使された。              |
|              | ハビエル・ペレス・デ・クエヤル         | 元国際連合事務次長（特別政治問題担当） | ペルー       | ラテンアメリカ・カリブ海グループ |                                                                                 |
|              | サンティアゴ・キハノ・カバイェロ       | 国際連合ジュネーブ事務局対外部長       | コロンビア   | ラテンアメリカ・カリブ海グループ |                                                                                 |
|              | シュリダス・ランファル                 | イギリス連邦事務総長                   | ガイアナ     | ラテンアメリカ・カリブ海グループ |                                                                                 |
|              | Radha Krishna Ramphul                  | モーリシャス国連大使                   | モーリシャス | アフリカグループ                 |                                                                                 |
|              | ラファエル・M・サラス                  | 国連人口基金代表                       | フィリピン   | アジア太平洋グループ             |                                                                                 |

ソ連は何人かの候補者に拒否権を行使すると予想されていた。サドルッディーン・アーガー・ハーンは、ヨーロッパで育ち、アメリカの学校に通っていた。また、シュリダス・ランファルはイギリス連邦の事務総長であり、イギリスとの関係が深い。ラテンアメリカの候補者は、アメリカの影響力の範囲内にあると考えられていた。しかし、ハビエル・ペレス・デ・クエヤルはソ連との関係が深く、ラテンアメリカの候補者の中では唯一、ソ連に受け入れられると考えられていた。

### 事前投票と本投票
オララ・オトゥヌ安保理議長は、候補者を絞り込むための手順を考案した。本投票の前に無記名投票を行うこととし、常任理事国には青色、非常任理事国には白色の投票用紙が配られた。各理事国は、それぞれの候補者について、「落胆」(discourage)票か「推奨」(encourage)票を投じる。十分な数の「推奨」票を獲得できなかった、あるいは、いずれかの常任理事国から「落胆」票が投じられた候補者には、安保理議長が辞退を促すこととした。
12月11日、安保理は1回目の事前投票を開催した。サドルッディーン・アーガー・ハーンが最多の「推奨」票を獲得したが、ソ連が「落胆」票を投じた。ハビエル・ペレス・デ・クエヤルは、選出に必要な9票に1票足りなかったが、常任理事国の「落胆」票はなかった。オトゥヌ議長が結果を読み上げると、安保理は拍手喝采に包まれた。選出は7週目に入って、ようやく膠着状態が解消された。選挙活動をせずに自国に留まっていたダークホースのペレス・デ・クエヤルが、最有力の候補となった。オトゥヌ議長は直ちに本投票に移った。
本投票（第17ラウンド）でもペレス・デ・クエヤルが選出され、総会に推薦された（決議494）。12月15日、総会は満場一致で、ハビエル・ペレス・デ・クエヤルを1982年1月1日から5年の任期で次期事務総長に任命した。ペレス・デ・クエヤルは、初のラテンアメリカ出身の国連事務総長となった。
| 候補者                                 | 事前投票 | 事前投票         | 第17ラウンド | 第17ラウンド | 第17ラウンド | 第17ラウンド     |
| 候補者                                 | E        | D                | 賛成         | 反対         | 棄権         | 拒否権           |
| -------------------------------------- | -------- | ---------------- | ------------ | ------------ | ------------ | ---------------- |
| サドルッディーン・アーガー・ハーン     | 9        | ソビエト連邦の旗 | 9            | 2            | 4            | ソビエト連邦の旗 |
| カルロス・フリオ・アロセメナ・モンロイ |          |                  |              |              |              |                  |
| ホルヘ・イルエカ                       |          |                  | 辞退         | 辞退         | 辞退         | 辞退             |
| カルロス・オルティス・デ・ロサス       |          |                  | 6            |              |              |                  |
| ハビエル・ペレス・デ・クエヤル         | 8        | なし             | 10           | 1            | 4            | なし             |
| サンティアゴ・キハノ・カバイェロ       |          |                  |              |              |              |                  |
| シュリダス・ランファル                 |          |                  | 4            |              |              |                  |
| Radha Krishna Ramphul                  |          |                  | 辞退         | 辞退         | 辞退         | 辞退             |
| ラファエル・M・サラス                  |          |                  |              |              |              |                  |

## 評価
総会では第三世界が過半数を占めていたため、外交官たちは、ヴァルトハイムがヨーロッパ人最後の事務局長になり、今後の事務局長は全て第三世界から選ばれるだろうと予想していた。また、中国（中華人民共和国）がヴァルトハイムに対して16回の拒否権を行使したことで、国連設立から10年間傍観者だった中国が、国連におけるパワーブローカーとしての地位を確立した。
しかし、その一方で、第三世界の外交力には限界があることも示された。中国はヴァルトハイムを排除することには成功したものの、サリムのような第三世界の人物を後任に据えることはできなかった。米ソがサリムに異議を唱え、彼の就任を阻止したのである。妥協案として選ばれたペレス・デ・クエヤルは、ヴァルトハイムと密接な関係にあったため、米ソ双方に受け入れられた。第三世界もまた、16ラウンドもの膠着状態の間、統一戦線を張ることができなかった。ある第三世界の外交官は、「中国は面目を保つことはできたが、結局、現行の秩序を修正する立場にはなかった」と述べた。
1981年の選出では、それ以降の選出で採用された多くの前例が作られた。膠着状態を打開する役割を果たしたオララ・オトゥヌは、外交官の間で高い評価を得た。オトゥヌが考案した事前投票の方式は、それ以降の事務総長選出でも採用された。ヴァルトハイムの立候補辞退によって、事務総長の任期を2期までとする非公式な制限が確立し、それ以来、3期目に立候補しようとする事務総長は現れていない。また、中国がヨーロッパ出身の事務総長の後に第三世界の人物を選ぼうとしたことは、同じ地域グループの出身者が続けて事務総長になることはできないという前例となった。これ以降35年間、第三世界出身の事務総長が続いていたが、2016年の選出でポルトガルのアントニオ・グテーレスが選出され、ヴァルトハイム以来のヨーロッパ人の事務総長となった。

## 1986年の再選
ハビエル・ペレス・デ・クエヤルの1期目が満了する1986年、国連は財政難に直面していた。アメリカ議会が国連への拠出金を削減した後、ペレス・デ・クエヤルは「レーガン政権が自国の分担金を支払うことに同意するなら、自分はもう1期務める」と語っていた。8月に心臓のバイパス手術を受けたペレス・デ・クエヤルは、「犠牲を払って船と運命を共にする必要はない」と言った。ペレス・デ・クエヤルは、もし人生をやり直せるなら、事務総長ではなくピアニストになりたかったが、「でもそれは、自分の国では女の子だけのものだった」と語った。
10月2日、常任理事国の大使たちはペレス・デ・クエヤルと会談し、再選のための立候補を促した。10月10日、安全保障理事会は全会一致でペレス・デ・クエヤルを2期目の事務総長に選出した（決議589）。ペレス・デ・クエヤルは国連への財政支援の「ヒント」しか受け取っていなかったが、自分の選出を受け入れる義務があると感じていた。選出時の演説でペレス・デ・クエヤルは、「このような状況で辞退することは、国連に対する道義的な義務を放棄することに等しい」と述べた。